# ماتسودایرا تاداآکی
ماتسودایرا تاداآکی (انگلیسی: Matsudaira Tadaaki؛ ۱۵۸۳ – ۱ مه ۱۶۴۴) یک سیاست‌مدار اهل ژاپن بود.